# 埃帕·瑞克西
小埃帕·瑞克西（英語：Eppa Rixey Jr.，1891年5月3日—1963年2月28日），綽號「耶弗他」，為美國職棒大聯盟的投手。瑞克西生涯一共拿下266勝，在華倫·史潘寫下紀錄之前，他可是大聯盟的左投勝投王。
瑞克西在大學時期被大聯盟主審Cy Rigler相中，並直接跳過小聯盟跟費城人隊簽約。雖然他在1922年拿下聯盟勝投王，不過他不穩定的投球也讓他拿下2次聯盟敗投王。他在1933年宣布退休，1963年去世，同年入選名人堂。

## 職業生涯

### 費城費城人

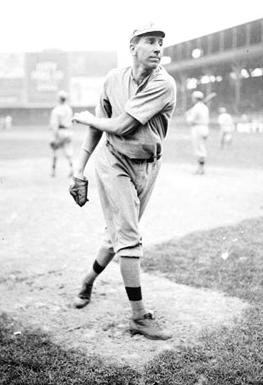
1912年的瑞克西

1912年，瑞克西加入費城人。他在菜鳥年投出10勝10敗，防禦率2.50。球季結束後，小熊隊一度想網羅瑞克西，但是被當時球隊總教練Red Dooin給拒絕了。1913年，瑞克西打算在6月重回大學完成學業，不過最後他仍在球隊繼續打球。1914年，瑞克西第一次遇到低潮，整年他僅拿下2勝11敗，防禦率4.37。隔年他拿下11勝12敗，防禦率2.39，球隊也闖進世界大賽。不過最終費城人1勝4敗不敵紅襪，瑞克西在第五場球隊領先2分時登板，不過他在最後兩局失3分吞下敗投。
1916年，瑞克西投出22勝10敗，防禦率1.85。隔年他卻拿下21敗成為聯盟敗投王，儘管他的防禦率只有2.27。據說他那年因為敗投過多，常常會在輸球後破壞球隊的更衣室。1918年，瑞克西加入美軍服役，並在隔年回歸球場。不過他在重返大聯盟的第一年只拿下6勝12敗，防禦率3.97。1920年，他再度以22敗成為聯盟敗投王。由於他和總教練的關係日漸不和，加上紅人開始對他展現濃厚興趣。因此球隊在1920年11月22日將他交易到紅人，換來Jimmy Ring和Greasy Neale。

### 辛辛那提紅人
加入紅人後，瑞克西展現王牌本色，第一年就拿下19勝。而且他在301局投球中僅被擊出一支全壘打，寫下大聯盟紀錄。接下來四年內，他三度拿下20勝以上。不過到了1930年，瑞克西的身手開始因為年紀而衰退。從1931年起，他的出賽數慢慢減少，而且幾乎只在面對海盜隊的比賽中登板。1933年，紅人僅拿下58勝94敗，而瑞克西卻是隊上唯一一位勝率突破5成的投手。後來球季結束後，瑞克西認為總教練似乎不太需要他，因此最終宣布退休。
而瑞克西在打擊方面上也不遜色，生涯打擊率1成91，並敲出3轟與111分打點。紅人隊的捕手Bubbles Hargrave曾給予瑞克西極高的評價，他認為瑞克西不論在投球還是防守上都很出色，並認定瑞克西是他職業生涯中看過表現最好的選手。

## 晚年
瑞克西育有1子1女，退休後他曾在紅人隊體系工作。1963年2月28日，瑞克西因為心臟病去世，享年71歲。同年他見證自己入選名人堂，不過卻在入選典禮舉行一個月前去世。
瑞克西除了運動能力佳之外，學科方面也不差。他除了會寫詩，還擅長化學、數學和拉丁文等領域。

## 生涯投球數據
| 勝投 | 敗投 | 防禦率 | 出賽場次 | 先發 | 完投 | 完封 | 投球局數 | 安打 | 失分 | 自責分 | 全壘打 | 保送 | 三振 | 暴投 | 觸身球 |
| ---- | ---- | ------ | -------- | ---- | ---- | ---- | -------- | ---- | ---- | ------ | ------ | ---- | ---- | ---- | ------ |
| 266  | 251  | 3.15   | 692      | 554  | 290  | 37   | 4494.2   | 4633 | 1986 | 1572   | 93     | 1082 | 1350 | 97   | 76     |

## 外部連結
- 球員資訊和成績在MLB，ESPN，Baseball-Reference，Fangraphs（英文）